# I Need You (sång av The Beatles)
I Need You (Harrison) är en låt av The Beatles från 1965.

## Låten och inspelningen
Låten skrevs av George Harrison och skulle kunna handla om hans då knappt ett år gammal förhållande med Pattie Boyd. Gruppen jobbade med denna låt under två dagar, 15 - 16 februari 1965. Slarviga arrangemang tyder på att Lennon och McCartney kanske inte backade upp Harrison särskilt bra. Låten kom med på LP:n Help!, som utgavs i England 6 augusti 1965 och i USA 13 augusti 1965. 